# Old Boys (együttes)
A magyar Old Boys 1979-ben alakult.
Szidor László az együttes vezetője. Az öregfiúk elnevezés azért született, mert az alakuláskor már mindannyian 20 évesek elmúltak.
A tagok korábban is zenéltek, hárman is ott voltak már a Syncom együttesben, és például a Gemini együttesben. A zenekari tagok többsége diplomás, és mindegyikük dolgozott.
Az együttes elsősorban az 50-es, 60-as, 70-es évek angolszász zenéit játssza, a korszak műfaját – rock and roll, pop, rock, blues, soul, country stb.
Előzenekara voltak Budapesten Chuck Berrynek, Jerry Lee Lewisnak és Joe Cockernek is, külföldön pedig például a The Tremeloes, Johnny and the Hurricanes, Percy Sladge, Dave Clark Five és a The Spencer Davis Group fellépőtársai voltak.
1983-ban zenéltek először Németországban, ahol az első lemezük is megjelent. Több generáció nevelkedett a ma már klasszikusnak számító Old Boys rock and roll zenéken. Több CD és lemez tulajdonosai.

## Könyv
- Old Boys 25 év (2004)[4] ISBN 9639442224

## Tagok
- Szidor László ’Főnök’ – zenekarvezető, gitár, billentyűk, ének
- Nádai Bea ’Bezsu’ – ének
- Bardóczi Gyula ’A Gyula’ – dobok
- Friedrich Károly ’Tanár Úr’ – pozan
- Jobbágy Dezső ’Daddy’ – dobok, ének
- Nyögéri Tamás ’Nyögi’ – szaxofonok, klarinét
- Sebesi József  ’Apó’- billenytűk
- Szalai Szabolcs ’Szabi’ – szaxofonok, klarinét, fuvola
- Szénási László ’Laci’ – trombita
- Sztankay László ’Laci’  - gitár, ének
- Vadász 'Kutyu' Ferenc – gitár, ének
- Hollande András "Csavar" gitár, ének
- Szabó András Saláta 2021-ben elhunyt.[5]
- Szabó György Balázs 2016-ban hunyt el.